# Gimnastyka sportowa na Letnich Igrzyskach Olimpijskich 1984 – ćwiczenia wolne mężczyzn
Ćwiczenia wolne mężczyzn na Letnich Igrzyskach Olimpijskich 1984 – jedna z konkurencji gimnastyki sportowej rozgrywana podczas igrzysk 29 lipca – 4 sierpnia 1984 w Edwin W. Pauley Pavilion w Los Angeles. Mistrzem olimpijskim został Chińczyk Li Ning.

## Wyniki

### Kwalifikacje
71 zawodników rywalizowało w obowiązkowych i dowolnych ćwiczeniach wolnych podczas wieloboju indywidualnego 29 i 31 lipca.

### Finał
Ośmiu gimnastyków z najlepszymi wynikami zakwalifikowało się do finału ćwiczeń wolnych 4 sierpnia, gdzie rywalizowali o medale w tej konkurencji.
| Poz. | Zawodnik         | Reprezentacja            | Kwalifikacje | Kwalifikacje | Kwalifikacje | Finał  | Finał  |
| Poz. | Zawodnik         | Reprezentacja            | Obowiązkowe  | Dowolne      | ½Q           | Finał  | Wynik  |
| ---- | ---------------- | ------------------------ | ------------ | ------------ | ------------ | ------ | ------ |
| 01 ! | Li Ning          | Chińska Republika Ludowa | 9,900        | 9,950        | 9,925        | 10,000 | 19,925 |
| 02 ! | Lou Yun          | Chińska Republika Ludowa | 9,950        | 9,900        | 9,925        | 9,850  | 19,775 |
| 03 ! | Koji Sotomura    | Japonia                  | 9,800        | 9,900        | 9,850        | 9,850  | 19,700 |
| 03 ! | Philippe Vatuone | Francja                  | 9,800        | 9,900        | 9,850        | 9,850  | 19,700 |
| 5    | Bart Conner      | Stany Zjednoczone        | 9,950        | 9,900        | 9,925        | 9,750  | 19,675 |
| 6    | Valentin Pintea  | Rumunia                  | 9,800        | 9,800        | 9,800        | 9,800  | 19,600 |
| 7    | Peter Vidmar     | Stany Zjednoczone        | 9,800        | 9,800        | 9,800        | 9,750  | 19,550 |
| 8    | Kōji Gushiken    | Japonia                  | 9,800        | 9,900        | 9,850        | 9,600  | 19,450 |